# Dobozi utca
Dobozi utca est une rue située dans le quartier de Magdolna, dans le 8e arrondissement de Budapest. Elle relie Teleki László tér à Baross utca et est traversée par Magdolna utca. On y trouve un centre de maintenance du tramway de Budapest.